# طاعون البقر
طاعون البقر هو مرض معدي وخطير سريع الانتشار يصيب الأبقار والجواميس بصفة أساسية، وبصفة ثانوية الأغنام والماعز والخنازير ويتميز المرض بالحمى وتآكل وتقرح وتنكرز الغشاء المخاطي للقناة الهضمية مع إسهال شديد والجفاف مسببا نسب نفوق عالية.
الطاعون البقري أحد أقدم وأهم الأوبئة المميتة للأبقار والجاموس حيث سبب كوارث درامية مما جعل السيطرة علية ومحاولة استئصاله سببًا في إنشاء أول كلية للطب البيطري في أوروبا في القرن الثامن عشر، كما كان سببا لإنشاء أول مدرسة للطب البيطري في مصر. المرض يتسبب في خسائر إنتاجية فادحة كما يسبب تنشيط المسببات المرضية الكامنة نتيجة لإتلافه الخلايا الليمفية. المرض تصنفه منظمة الأوبئة العالمية بباريس في القائمة «أ».
بعد حملة عالمية لمحاربة هذا المرض التي بدأت في منتصف القرن العشرين، تم تشخيص آخر حالة مؤكدة للطاعون البقري سنة 2011.